# Дмитриев, Николай Всеволодович
Никола́й Все́володович Дми́триев (1856 — после 1936) — русский архитектор, главный архитектор Гатчины в 1885—1902 годах.

## Биография
Родился в городе Оса Пермской губернии 6 (18) января 1856 года в семье почтмейстера Осинской почтовой конторы, симбирского дворянина, коллежского секретаря Всеволода Александровича Д(и)митриева и его супруги Евдокии Степановны (урожденной Пономаревской) — уроженки Осы. Первоначальное образование получил в Пермской гимназии. В 1871 году поступил в Петербургское строительное училище, которой окончил в 1876 году со званием архитекторского помощника и чином X класса. В 1883 году определён смотрителем Елагиноостровского дворца, собственной Его Императорского Величества дачи на Каменном острове и дворца на Петровском острове и архитектором главного дворцового управления. В 1885 году Дмитриев становится архитектором Гатчинского Дворцового Управления.
Свою работу Дмитриев начал с проектирования доходных домов и особняков для именитых заказчиков. Затем поступил на службу в Строительно-технический комитет министерства внутренних дел, создал проекты народного театра и дома призрения вдов и сирот. Наиболее значительным проектом Дмитриева в Петербурге стал дом книгоиздательства А. Ф. Маркса (Измайловский проспект, 29), в котором разместилась типография журнала «Нива». В 1896 году совместно с гражданским инженером Б. К. Правдзиком открыл «Техническое товарищество Н. Дмитриев и Б. Правдзик».
Состоял членом петербургского общества архитекторов, общества лечебниц хронических больных детей и архитектором дома попечения о хронически детях, общества Красного Креста, общества для пособия студентов духовной академии, почётным членом общества пособия рабочим, пострадавшим на постройках и почётным членом и архитектором гатчинского благотворительного общества. Член Городской управы и гласный Городской думы, член Губернского земского собрания. Председатель Технического Комитета Императорского российского пожарного общества. В 1901 году стал почётным гражданином Гатчины.
Имел награды: орден Святого Станислава 3-й степени (1883).
Некоторые источники указывают годом смерти 1918-й. Однако к 1920 году он был в эмиграции.

### Эмиграция
Жил в Париже. Был членом Российского земско-городского комитета, бессменным председателем Русского народного университета в Париже, членом Правления Общества друзей Русского народного университета и Совета Российского музыкального общества за границей, одним из руководителей Объединения русских архитекторов, инженеров-строителей и механиков, учредителем Общества помощи русским сердечным больным (1931). Участвовал в Днях русской культуры в Марселе (1928) и Ницце (1933), в Педагогическом съезде в Париже (1929), в торжественном открытии нового помещения Тургеневской библиотеки (1937). В 1931 и 1936 в Париже состоялись его чествования в связи с 75-летием и 80-летием. Умер в Париже (до 1942 года).

## Проекты и постройки

### Санкт-Петербург
- Производственные здания механического завода Р. К. Гроша. Каменноостровский проспект, 11, двор (1877; перестроены);
- Доходный дом (перестройка). Улица Некрасова, 22 (1877);
- Доходный дом. Улица Михайлова, 12 (1878—1881);
- Доходный дом (перестройка). Большой Сампсониевский проспект, 18 (1879—1880, надстроен);
- Доходный дом (перестройка). Большой Сампсониевский проспект, 20 (1879—1880, надстроен);
- Доходный дом (перестройка). Спасский переулок, 5 (1880);
- Доходный дом. Улица Яблочкова, 5 (1880, надстроен);
- Доходный дом. Улица Марата, 37 (1881);
- Здание театра Неметти. Улица Декабристов, 39 (1882, не сохранилось);
- Производственные здания фабрики Н. Я. Паля. Курляндская улица, 13 (1883—1889);
- Здание архива сберегательной кассы и служебные корпуса Государственного банка. Набережная канала Грибоедова, 30 (1880-е);
- Доходный дом Орлова-Давыдова (перестройка). Набережная Кутузова, 18 (1885—1886);
- Дом призрения вдов и сирот придворного духовенства. Проспект Чернышевского, 1 / Шпалерная улица, 36 / Воскресенская набережная, 20 (1887—1889, надстроен);
- Комплекс зданий фабрики Паля. Проспект Обуховской Обороны, 70 (1880-е);
- Доходный дом Н. В. Дмитриева. Улица Чайковского, 34 (1892);
- Доходный дом. Захарьевская улица, 25, правая часть (1893);
- Доходный дом. Улица Чайковского, 56 (1897);
- Доходный дом. Захарьевская улица, 21 (1898);
- Доходный дом (надстройка). Улица Рылеева, 2 / переулок Радищева, 6 (1898);
- Жилой дом, гимназия и типография А. Ф. Маркса. Измайловский проспект, 29 (1898—1900);
- Доходный дом Томилина. Садовая улица, 32 / Апраксин переулок, 1 (1903—1906; совместно с Л. М. Харламовым);
- Жилой комплекс «Гаванский рабочий городок». Малый проспект Васильевского острова, 71 / Гаванская улица, 47 (1904—1906; завершён В. А. Федоровым);
- Доходный дом Н. В. Дмитриева. 5-я Красноармейская улица, 1 (1910);
- Дом просветительных учреждений в память 19 февраля (позже — ДК им Цюрюпы). Набережная Обводного канала, 181 (1911—1912).

### Гатчина
- Церковь во имя Всех Святых на городском кладбище (1888—1889). Спроектирована в русском стиле. В настоящее время находится в руинированном состоянии;
- Городской водопровод с водонапорной башней, 1880-е, (не сохранилось);
- Здания Придворных конюшен. Сейчас в них располагается Музей истории авиационного двигателестроения и ремонта;
- Комплекс зданий придворных оранжерей на Красноармейском проспекте;
- Здание Реального училища (1899—1900). Спроектировано в стиле неоренессанс. В настоящее время в нём располагается средняя школа № 4.

### Другие места
- Офицерское собрание лейб-гвардии кирасирского полка в Красном Селе, 1880-е.
- Церковь Покрова Пресвятой Богородицы в имении Каменских. Деревня Каменка, Лужский район Ленинградской области (1892—1894)[11].